# Акока, Жерар
Жерар Акока (фр. Gérard Yves Akoka; род. 2 ноября 1949, Париж) — французский дирижёр.
Окончил Парижскую консерваторию, ученик Жана Мартинона. Занимался также под руководством Игоря Маркевича, Серджиу Челибидаке и Франко Феррары. В 1977 году в Англии был удостоен международной стипендии для молодых дирижёров, присуждаемой Фондом Руперта, в том же году занял должность ассистента дирижёра в Оркестре Парижа у Пьера Булеза. В 1983—1984 гг. музыкальный руководитель Филармонического оркестра Лотарингии.
В дальнейшем работал преимущественно в странах Азии и Африки. В 1986—1990 гг. первый музыкальный руководитель Тайбэйского экспериментального симфонического оркестра, затем выступал в Каире, Багдаде, Ханое. В то же время гостевое появление Акоки с Миланским симфоническим оркестром заставило итальянского критика назвать дирижёра «изобретательным и блестящим».